# ヘッセン人民州

ヘッセン人民州
Volksstaat Hessen

ヘッセン人民州

ヘッセン人民州（ドイツ語: Volksstaat Hessen）は、かつて存在したドイツ国の州であり、ドイツ革命により1918年11月9日にヘッセン大公エルンスト・ルートヴィヒが退位したことを受けてヘッセン大公国の版図を引き継いで成立した。ヘッセン人民州はオーバーヘッセン、ラインヘッセン、シュタルケンブルクの3地域と、いくつかの小さな飛び地からなっていた。 

## 概要
人民州 (Volksstaat) という名前は「民主主義の州」を意味し、ヴァイマル共和政における他の州 (自由州、共和国) と同じものである。 
第一次世界大戦後、ヴェルサイユ条約によって連合軍がラインラントを占領すると、ライン川左岸のラインヘッセン県に加え、1930年6月30日まではシュタルケンブルク県までフランス軍に占領され、被占領地域の面積は実に州の40%にもなった。第二次世界大戦後もヘッセン人民州は連合軍の占領下に置かれ、ライン川左岸 (ラインヘッセンとほぼ一致) はフランス軍、残りの地域はアメリカ軍が駐留した。 
1945年9月19日、アメリカ占領軍はラインヘッセン県のライン川右岸および旧プロイセン自由州ヘッセン＝ナッサウ県の大部分を一体として大ヘッセンとした。一方、フランス占領下にあったラインヘッセン県のライン川左岸は、ヘッセン＝ナッサウ県のフランス占領地域とともにラインラント＝プファルツ州に含まれた。 
大ヘッセンは米英仏占領地域で発効した新憲法により1946年12月1日にヘッセン州に改名され、1949年にドイツ連邦共和国が建国されるとその1州となった。

## 憲法
1919年1月26日に人民州の設置が宣言されると、直ちに州議会選挙が行われた。州議会は2月20日には暫定憲法を公布・施行し、同時に正式な憲法の制定に取りかかった。 ヘッセン人民州憲法は1919年12月12日に公布された。その後、ヘッセン人民州憲法は3回改正が行われた。 
- 1924年11月4日[2]
- 1927年9月27日[3]
- 1930年3月28日[4]

## 州政府
ヘッセン人民州は、ナチ党が国政を掌握するまで一貫してドイツ社会民主党が政権を維持していた。1933年3月31日の「ラントとライヒの均制化に関する暫定法律」および1934年1月30日の「ライヒ再建法」により、ヘッセン人民州の自治権は停止された。1933年5月5日に国家代理官に就任したヤーコプ・シュプレンガーは1935年から州首相を兼任していたが、連合軍が迫って来た1945年3月25日夜半にフランクフルトを経てチロルに逃亡した。 
- 1918年11月11日 － 1919年2月22日：カール・ウルリヒ (社会民主党、第1次)
- 1919年 － 1927年：カール・ウルリヒ (社会民主党、第2次)
- 1927年7月21日 － 1928年：カール・ウルリヒ (社会民主党、第3次)
- 1928年2月14日 － 1933年3月13日：ベルンハルト・アーデルンク (社会民主党)
- 1933年3月13日 － 1933年9月20日：フェルディナント・ヴェルナー (ナチ党)
- 1933年9月20日 － 1935年3月1日：フィリップ・ウィルヘルム・ユング (ナチ党)
- 1935年 - 1945年3月25日：ヤーコプ・シュプレンガー (ナチ党、1933年5月5日から国家代理官)

## 地域行政
1918年以降、ヘッセン人民州は大公国の領土をシュタルケンブルグ、ラインヘッセン、オーバーヘッセンの3県に分割し、18の郡を置いた。ヘッセン人民州内部にはバーデン共和国とプロイセン自由州の飛び地が8つ含まれ、バーデン共和国にはヘッセン人民州の飛び地が11あった。 
1936年には県議会・地区議会が解散され、県も1937年に廃止された。1938年には包括的な地方行政改革が行われ、1938年11月1日に、ベンスハイム郡、ショッテン郡、オッペンハイム郡は解体された。同時に、ダルムシュタット、ギーセン、マインツ、オッフェンバッハ・アム・マイン、ヴォルムスは郡独立市となった。1939年1月1日にはすべての郡は Kreis から Landkreis に変更された。1945年の第二次世界大戦終戦まで、この行政区分が存続した。 
| - オーバーヘッセン県 (県庁：ギーセン) - ギーセン市 (1938年から) - アルスフェルト郡 - ビューディンゲン郡 - フリートベルク郡 - ギーセン郡 - ラウターバッハ郡 - ショッテン郡 (1938年まで) | - ラインヘッセン県 (県庁：マインツ) - マインツ市 （1938年から） - ヴォルムス市 (1938年から) - アルツェイ郡 - ビンゲン郡 - マインツ郡 - オッペンハイム郡 (1938年まで) - ヴォルムス郡 | - シュタルケンブルク県 (県庁：ダルムシュタット) - ダルムシュタット市 (1938年から) - オッフェンバッハ・アム・マイン市 (1938年から) - エアバッハ郡 - ダルムシュタット郡 - ディーブルク郡 - グロース＝ゲーラウ郡 - オッフェンバッハ郡 - ベンスハイム郡 (1938年まで) - ヘッペンハイム郡 (1938年にベンスハイム郡とともにベルクシュトラーセ郡に統合) |

## 歴史

### 樹立
1918年11月8日、ドイツ革命の奔流はヘッセン大公国にも迫り、ダルムシュタット駐留の軍部隊で反乱が発生した。エルンスト・ルートヴィヒ大公は評議会議員の任命に応じ、議会政党と大公の代表各2名と閣僚を指名した。左派は大公の退位を強く求めたが大公はこれを拒否し、国民自由党代表のアルトゥール・オーザンとハインリッヒ・ケーラーも大公を支持した。 
ダルムシュタット労兵レーテは1918年11月9日に大公の退位を宣言し、社会民主党のカール・ウルリヒに新政府の樹立を任せた。11月14日にカール・ウルリヒ、ハインリヒ・フルダ (社会民主党)、コンラート・ヘンリヒ (進歩党)、 オットー・フォン・ブレンターノ・ディ・トレメッツォ (中央党) による暫定政府が成立した。人民州の樹立そのものは労兵レーテが宣言したが、カール・ウルリヒはあくまで民主主義の信奉者であり、11月27日には政府機関に対して労兵レーテの命令ではなく政府の命令のみに従うよう下達した。また、1919年1月26日に選挙を行うこととした。

### 強制的同一化
ナチ党は、強制的同一化の第一段階として1933年5月5日に国家代理官を任命した。国家代理官にはヘッセン＝ナッサウ大管区の大管区指導者であったヤーコプ・シュプレンガーが就任した。1934年1月30日のライヒ再建法により州議会は廃止され、ヘッセン人民州の主権および憲法上の権利がライヒ政府に移管されたことで、ヘッセン人民州の自治権は実質的に停止された。これは1935年1月30日の国家代理官法により、州政府は大管区指導者に服属することとされたことで法的にも確定した。 

### 第二次世界大戦後
第二次世界大戦終戦によりヘッセン人民州は連合軍に分割占領された。ライン川を境として、左岸はフランス占領地帯、右岸はアメリカ占領地帯となった。 
アメリカ軍政府は1945年4月14日にダルムシュタットに本部を置く「ドイツ人政府」の議長 (5月8日からは州首相) としてルートヴィヒ・ベルクシュトレッサーを任命し、政府の設立に当たらせた。 
ベルクシュトレッサーの施政権は1945年8月の初めには旧シュタルケンブルク県および旧オーバーヘッセン県に至るまで確立され、政府は「ヘッセン州ドイツ人政府」に改称された。 
1945年9月19日にアメリカ軍政府が大ヘッセンの樹立を宣言すると、政府は1945年11月4日に「ヘッセン州首相府」、1946年1月21日には「ダルムシュタット首相府」に改称された。最終的にはヘッセン人民州のライン川右岸は大ヘッセン（1946年12月1日からヘッセン州）のダルムシュタット行政管区となった。一方のライン川左岸にあたるラインヘッセンは、1946年にラインラント＝プファルツ州に編入された。   